# Football Club Sochaux-Montbéliard 2015-2016
Questa voce raccoglie le informazioni riguardanti il Football Club Sochaux-Montbéliard nelle competizioni ufficiali della stagione 2015-2016.

## Rosa
| N. |                    | Ruolo | Calciatore         |
| -- | ------------------ | ----- | ------------------ |
| 1  | Belgio (bandiera)  | P     | Olivier Werner     |
| 2  | Brasile (bandiera) | D     | Bruno Collaço      |
| 4  | Camerun (bandiera) | D     | Adolphe Teikeu     |
| 5  | Brasile (bandiera) | D     | Mathéus Vivian     |
| 6  | Francia (bandiera) | C     | Jeando Fuchs       |
| 7  | Francia (bandiera) | C     | Florin Bérenguer   |
| 8  | Francia (bandiera) | C     | Johann Ramaré      |
| 9  | Francia (bandiera) | A     | Thomas Robinet     |
| 10 | Spagna (bandiera)  | C     | Rayo               |
| 11 | Francia (bandiera) | A     | Raphaël Cacérès    |
| 12 | Francia (bandiera) | D     | Jean-Pascal Mignot |
| 13 | Francia (bandiera) | C     | Martin François    |
| 14 | Francia (bandiera) | D     | Florian Martin     |

| N. |                           | Ruolo | Calciatore          |
| -- | ------------------------- | ----- | ------------------- |
| 16 | Francia (bandiera)        | P     | Maxence Prévot      |
| 17 | Francia (bandiera)        | C     | Romain Habran       |
| 18 | Costa d'Avorio (bandiera) | C     | Sekou Cissé         |
| 19 | Francia (bandiera)        | A     | Karl Toko Ekambi    |
| 20 | Francia (bandiera)        | A     | Lamarana Diallo     |
| 21 | Francia (bandiera)        | C     | Marco Ilaimaharitra |
| 22 | Francia (bandiera)        | C     | Florian Tardieu     |
| 23 | Francia (bandiera)        | C     | Moussa Sao          |
| 25 | Francia (bandiera)        | D     | Julien Faussurier   |
| 27 | Francia (bandiera)        | D     | Pierre Gibaud       |
| 30 | Senegal (bandiera)        | P     | Papa Demba Camara   |
|    | Francia (bandiera)        | A     | Marcus Thuram       |